# Foyle (circonscription du Parlement britannique)
Pour les articles homonymes, voir Foyle.
Foyle est une circonscription électorale britannique située en Irlande du Nord.